# Râul Luncșoara, Homorod
Râul Luncșoara este un afluent al râului Valea Mare. 

## Hărți
- Harta Județului Brașov